# Херон Беј (Џорџија)
Херон Беј (енгл. Heron Bay) насељено је место без административног статуса у америчкој савезној држави Џорџија.

## Демографија
По попису из 2010. године број становника је 3.384.
| Група             | 2000.    | 2010.         |
| Белци             | 0 (0,0%) | 1.355 (40,0%) |
| Афроамериканци    | 0 (0,0%) | 1.642 (48,5%) |
| Азијати           | 0 (0,0%) | 89 (2,6%)     |
| Хиспаноамериканци | 0 (0,0%) | 235 (6,9%)    |
| Укупно            | 0        | 3.384         |